# Endotrichellopsis
Endotrichellopsis là một chi rêu trong họ Pterobryaceae.